# Траппы

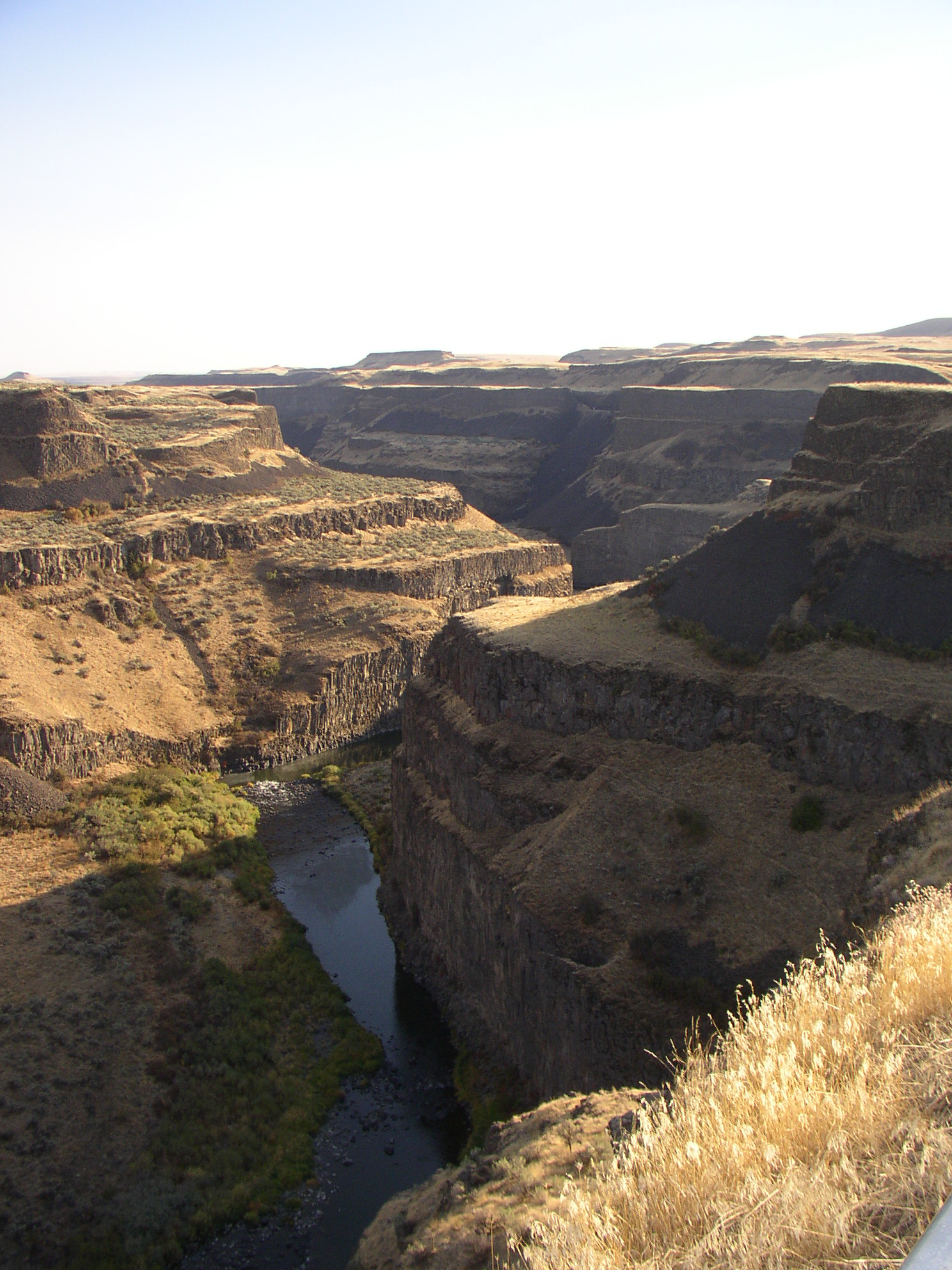
Характерный рельеф трапповых провинций. Видны потоки базальтов, формирующие уступы (ступени) в рельефе. Река Палус, Вашингтон, США

Траппы (от швед. trappa — «лестница»), тра́пповый магмати́зм — особый тип континентального магматизма, для которого характерен огромный объём излияния базальтовых магм за геологически короткое время (не более 10 млн лет) на большой площади. На океанической коре аналогом траппов являются океанические плато.
Возможные внеземные аналоги трапповых событий — излияния магмы, в результате которых образовались лунные моря. Масштабные трапповые излияния лавы обнаружены также на Венере.
Главный компонент траппового магматизма — толеитовые базальты. В меньших количествах встречаются кимберлиты, щелочные породы, и некоторые другие виды пород.
Для траппового магматизма характерны силловые интрузии и крупные базальтовые покровы. Лавовые потоки, изливаясь на поверхности, быстро заполняют естественные углубления, долины рек и т. п. После этого базальты изливаются на плоской равнине. В силу низкой вязкости базальтовых расплавов магма может течь на несколько десятков километров. При трапповых извержениях часто нет чётко выраженного кратера и постоянного центра извержений. Лава изливается из многочисленных трещин и заливает пространства, сравнимые с площадью, например, Европы.

## Термин
Название произошло от шведского слова trappa — «лестница», так как в районах траппового магматизма возникает характерный рельеф: базальтовый слой эродируется плохо, а осадочные породы разрушаются легко. В результате местность траппового магматизма приобретает вид обширных плоских равнин, расположенных на кровле базальтового покрова или интрузии, разделённых уступами. Такая местность напоминает парадную лестницу. В трапповых провинциях часты водопады.

## Крупнейшие трапповые провинции

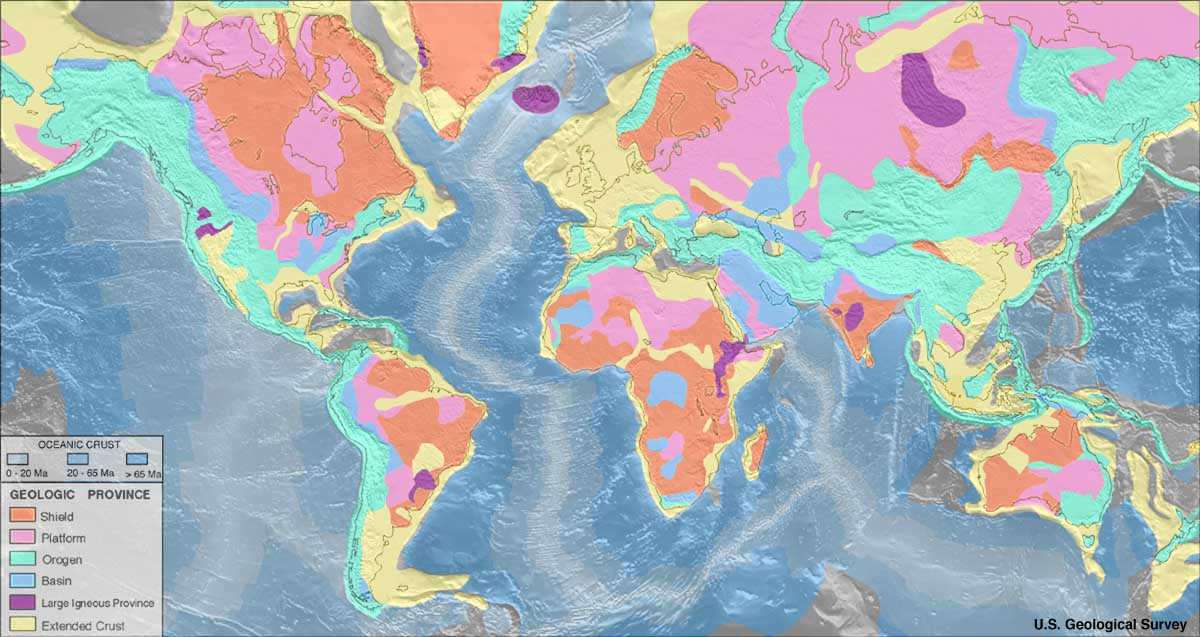
Крупнейшие магматические провинции отмечены на геологической карте тёмно-фиолетовым цветом

Трапповый магматизм в разное время происходил на всех платформах. Нередко они происходили одновременно в весьма удалённых районах планеты. Извержения траппов часто приурочены к другим крупным геологическим событиям: расколу континентов, массовым вымираниям видов, изменениям магнитного поля Земли. Среди наиболее крупных трапповых провинций — Сибирские траппы, Деканские траппы, Трапповая провинция Парана-Этендека.

### Сибирские траппы
Сибирские траппы — одна из самых крупных трапповых провинций, расположена на Восточно-Сибирской платформе. Сибирские траппы изливались на границе палеозоя и мезозоя, пермского и триасового периодов, около 250—251 млн лет назад. Траппы разлиты на площади около 2 млн км², объём извергнутых расплавов составил порядка 1—4 млн км³ эффузивных и интрузивных пород. По всей видимости, их разлитие послужило причиной грандиозного пермо-триасового вымирания.

### Плато Декан

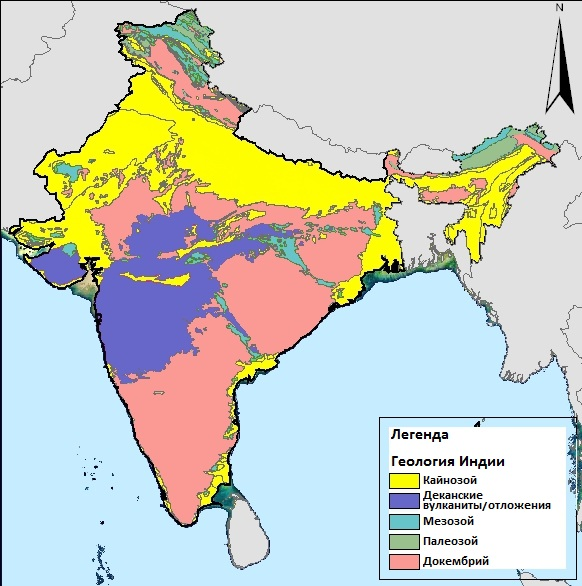
Деканские траппы обозначены на карте синим цветом.

Крупная трапповая провинция расположена на Индостане и слагает Деканское плато. Суммарная мощность базальтов в центре провинции составляет более 2000 метров, они развиты на площади 1,5 миллиона км². Объём базальтов оценивается в 512 000 км³. Деканские траппы начали изливаться около 65 миллионов лет назад на границе мела и палеогена, и их, так же как и сибирские траппы, связывают с крупным вымиранием видов — так называемым мел-палеогеновым вымиранием, в результате которого исчезли нептичьи динозавры (вымирание динозавров) и многие другие виды.
Некоторые исследователи связывают начало излияния деканских траппов с ударом крупного метеорита, образовавшего кратер Шива, расположенный на дне океана к западу от Индостана. Однако другие геологи критикуют эту теорию. Они указывают на то, что кратер образовался уже в разгаре излияния траппов и значит не мог быть их причиной. Также ставится под сомнение сама импактная природа этого кратера.

### Траппы в Южной Америке
Трапповые базальты в Южной Америке распространены на территории Бразилии (Трапповая провинция Парана-Этендека), Аргентины, Венесуэлы, Колумбии и других стран.

## Причины траппового магматизма
Причины траппового магматизма вызывают среди геологов множество споров. Траппы являются одним из самых грандиозных природных процессов, и причина, их вызывающая, должна быть соответствующе масштабной.
Наиболее распространённой точкой зрения является теория об образовании траппов в результате поднятия из глубин Земли (возможно, от границы мантии с ядром) так называемого суперплюма, — сверхкрупного потока горячего мантийного вещества (плюма). Дело в том, что мантийный поток, — плюм — достигнув нижней литосферы, начинает её проплавлять и образуются насыщенные летучими компонентами расплавы, внедряющиеся в верхнюю кору в виде кимберлитов. Затем голова плюма продолжает движение вверх и вовлекает в плавление всё больше литосферной мантии, в результате чего формируется основной объём базальтовых расплавов. Ударившись о континентальную кору, плюм растекается под ней и вызывает интрузивный магматизм в области, захваченной магматизмом. Сравнительно тонкую океаническую кору мантийным плюм проплавляет полностью, — образуется горячая точка. Порой такая вулканическая горячая точка имеет наблюдаемый побочный эффект в виде образования вулканических островов, как например Гавайские. Но в отличие от обычного плюма, суперплюм имеет намного больший объём и тепловой энергии суперплюма вполне достаточно для сквозного проплавления и континентальной коры (причём на сравнительно большой площади), в результате чего и происходит трапповый магматизм. В частности, образование сибирских траппов связывают с сибирским суперплюмом.
Суперплюмовая теория образования траппов подвергается критике, так как неясно, чем суперплюмы отличаются от обычных мантийных плюмов, создающих долгоживущие горячие точки, вроде Гавайской. В частности заявляется, что суперплюм имея сходства с обычным мантийным плюмом, как мантийный поток имеет на порядки больший объём.

## Полезные ископаемые, связанные с трапповым магматизмом
С первыми магматическими событиями траппового магматизма связаны щелочные и карбонатитовые интрузии. Они часто содержат высокие концентрации редких (редкоземельные элементы, Sc, Ta, Nb, Ti и другие) и радиоактивных (U, Th) элементов. Многочисленные месторождения этого типа расположены в Маймеча-Котуской щелочной провинции.
Также с трапповым магматизмом связано образование месторождений железных руд. В частности, таково происхождение месторождений Ангаро-Витимского района — сырьевой базы Восточно-Сибирской металлургии.
В расслоенных трапповых интрузиях формируются медно-никель-платиноидные месторождения. Изучение изотопного состава серы таких месторождений показало, что он разительно отличается от серы, типичной для мантийных магм, и имеет состав, близкий к сере гипсовых осадочных пород. Поэтому предполагается, что условием образования месторождений норильского типа является их контаминация серосодержащими породами. Если этого не происходит, то от базальтов не отделяется сульфидная жидкость и ценные металлы остаются в распылённом состоянии в породе.
Трапповый магматизм приводит к специфическому типу контактового метаморфизма. Базальтовые силлы прогревают подошву и особенно кровлю интрузии. От неё поднимается поток магматических эманаций; вода, природный газ и нефть из осадочных пород нагреваются от интрузий и изменяют как вмещающие породы, так и сами базальты. Таким образом на Вилюе образовались породы с прекрасными кристаллами гроссуляра, ахтарандита и везувиана.
В результате метаморфизма и метасоматоза, вызванного траппами, образуются месторождения графита и исландского шпата (оптического кальцита). Такие месторождения многочисленны на Восточно-Сибирской платформе. Графит образуется при образовании трапповой интрузии под угольным пластом, когда уголь метаморфизуется теплом магматического расплава.
Базальтовые потоки часто содержат многочисленные агатовые жеоды, при их эрозии образуются богатые агатовые россыпи. В Южной Америке в траппах встречаются пустоты, усыпанные аметистами, объёмом в несколько кубических метров.